# Kużenkino
Kużenkino (ros. Куженкино) – osiedle typu miejskiego w Rosji, w obwodzie twerskim. W 2010 roku liczyło 2834 mieszkańców.

## Katastrofa lotnicza
23 sierpnia 2023 w pobliżu miejscowości doszło do katastrofy lotniczej prywatnego samolotu Embraer Legacy 600 lecącego z Moskwy do Sankt Petersburga. Wszystkie, z 10 znajdujących się na pokładzie osób zginęły. Wg rosyjskiej państwowej agencji medialnej TASS, na liście pasażerów lotu miał znajdować się Jewgienij Prigożyn, dowódca najemników z grupy Wagnera. Kanał telegramowy powiązany z grupa Wagnera twierdził, że odrzutowiec, w którym leciał Prigożyn, został zestrzelony przez rosyjską obronę powietrzną.